# Bryssel-Halle-Vilvoorde

Bryssel-Halle-Vilvoorde. Kommungränserna inom Brysselregionen är ej utsatta. Övriga kommuner på kartan ligger i Halle-Vilvoorde.

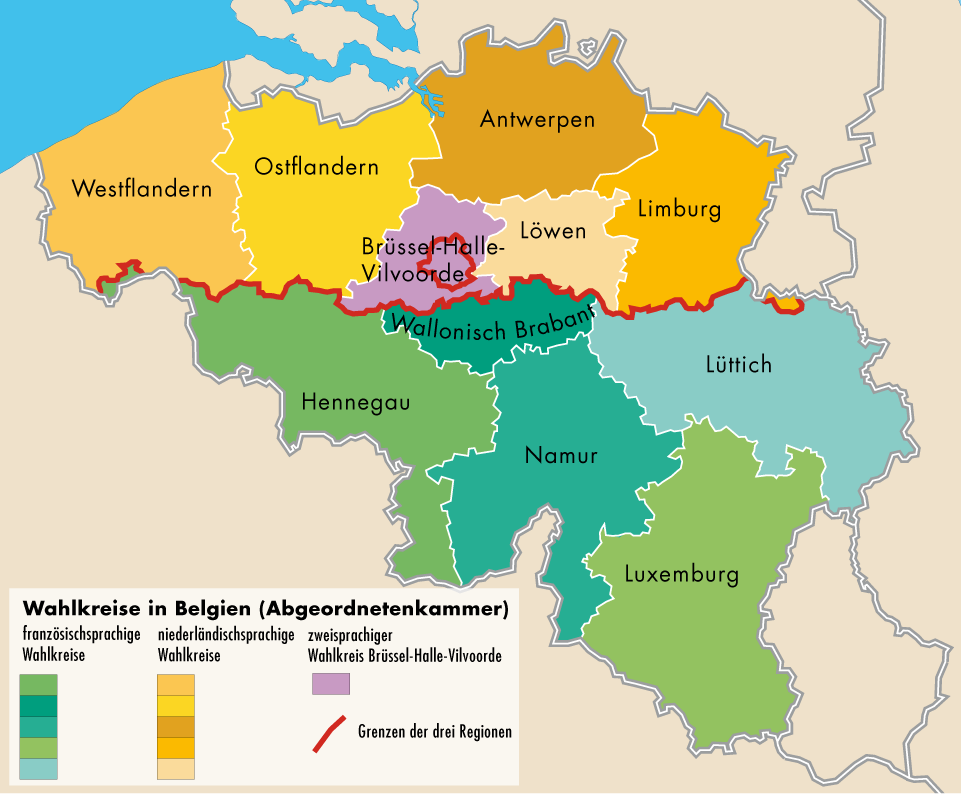
Valkretsar i Belgien. Nio av elva valkretsar sammanfaller med provinsgränserna och endast Bryssel-Halle-Vilvoorde går över en regiongräns.

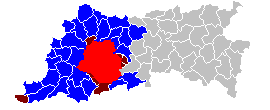
Olika språkarrangemang i Bryssel-Halle-Vilvoorde:
Ljusrött: tvåspråkiga kommuner i Brysselregionen
Mörkrött: nederländskspråkiga kommuner med språkfaciliteter för franskspråkiga
Blått: rent nederländskspråkiga kommuner

Bryssel-Halle-Vilvoorde, BHV, är en valkrets (valarrondissement) i parlamentsval i Belgien som omfattar dels Brysselregionen och dels det administrativa distriktet (arrondissementet) Halle-Vilvoorde i provinsen Vlaams-Brabant i regionen Flandern.
BHV är den enda valkrets i val till Belgiens representantkammare som går över en regiongräns, medan övriga valkretsar utom en sammanfaller med de belgiska provinserna. Det andra undantaget är valkretsen Leuven, som utgörs av resten av Vlaams-Brabant förutom Halle-Vilvoorde. På grund av att BHV sträcker sig över två olika språkområden (det tvåspråkiga Bryssel och det nederländskspråkiga Flandern) är utformningen valkretsen av BHV kontroversiell, eftersom Belgiens partiväsende är uppdelat på olika partier inom de olika språkområdena. BHV har därför under flera år stått i centrum för politiska språkkonflikter i Belgien. 2003 förklarades valkretsens utformning icke-konstitutionell (olaglig) av den belgiska konstitutionsdomstolen, som då fortfarande hette Skiljedomstolen, Arbitragehof eller Cour d'arbitrage. Försöken att nå politisk enighet om att ändra valkretsens utformning har hittills misslyckats och orsakat flera regeringskriser.
Inom BHV finns sammanlagt 54 kommuner med tre olika språkarrangemang:
- De 19 kommunerna i Brysselregionen är alla tvåspråkiga (franska och nederländska).
- Sju av kommunerna i Halle-Vilvoorde har särskilda språkfaciliteter för franskspråkiga, medan nederländska är det huvudsakliga språket. Sex av dessa kommuner är förorter till Bryssel.
- Övriga kommuner i Halle-Vilvoorde, 28 stycken, är rent nederländskspråkiga.

Situationen kompliceras också av att den nuvarande bosättningen av franskspråkiga i Halle-Vilvoorde inte helt sammanfaller med kommunernas språkiga arrangemang, i takt med inflyttning till kranskommunerna runt Bryssel till följd av ett växande "Stor-Bryssel". Några av kommunerna har franskspråkig majoritet, och har också valt borgmästare från franskspråkiga partier, medan flera kommuner utan språkfaciliteter har en betydande andel franskspråkiga. Frågan om språkfaciliteterna, som också är en politiskt kontroversiell fråga, hör i sig inte ihop med valkretsinledningen.
Bryssel-Halle-Vilvoorde sammanfaller också med Bryssels domkrets (juridiskt arrondissement).

## Kommuner

### Brysselregionen
- Anderlecht
- Auderghem
- Berchem-Sainte-Agathe
- Bryssel
- Etterbeek
- Evere
- Forest
- Ganshoren
- Ixelles
- Jette
- Koekelberg
- Molenbeek-Saint-Jean
- Saint-Gilles
- Saint-Josse-ten-Noode
- Schaerbeek
- Uccle
- Watermael-Boitsfort
- Woluwe-Saint-Lambert
- Woluwe-Saint-Pierre

### Halle-Vilvoorde
- Affligem
- Asse
- Beersel
- Bever (*)
- Dilbeek
- Drogenbos (*)
- Galmaarden
- Gooik
- Grimbergen
- Halle
- Herne
- Hoeilaart
- Kampenhout
- Kapelle-op-den-Bos
- Kraainem (*)
- Lennik
- Liedekerke
- Linkebeek (*)
- Londerzeel
- Machelen
- Meise
- Merchtem
- Opwijk
- Overijse
- Pepingen
- Roosdaal
- Sint-Genesius-Rode (*)
- Sint-Pieters-Leeuw
- Steenokkerzeel
- Ternat
- Vilvoorde
- Wemmel (*)
- Wezembeek-Oppem (*)
- Zaventem
- Zemst

Kommuner markerade med (*) har språkfaciliteter för franskspråkiga.